# H (album de Jean-Louis Aubert)
Pour les articles homonymes, voir H.
Albums par Jean-Louis Aubert
Bleu Blanc Vert
(1989) Une page de tournée
(1994)
Singles
1. Temps à nouveau
Sortie : 1992
2. Entends-moi
Sortie : 1993
3. Toi que l'on n'Homme pas
Sortie : 1993
4. Moment
Sortie : 1994
5. Le bateau sous la terre
Sortie : 1994

H est le troisième album studio de Jean-Louis Aubert paru en solo le 27 octobre 1992.

## Histoire de l'album
Le 27 octobre 1992 sort l'album H. Cet album introspectif, comprenant les succès Temps à nouveau / À l'eau, Entends-moi et Moment, est enregistré dans des studios itinérants (dont l’Hôpital Éphémère, fameux squat d’artistes parisiens à cette époque) pendant la première guerre du Golfe, avec la participation de Paul Personne et Princess Erika. H propose les interrogations de son auteur sur l'absurdité de la condition humaine. Il servira de base à l’une des plus grosses tournées d’Aubert, dont sera tirée le live Une page de tournée en 1994. L'album s'ouvre sur le morceau Le Bateau sous la Terre enregistré par Peter Martinsen (producteur de l'album précédent) et l'équipe de Patrick Clerc avec la participation de chanteuses bulgares pour le chœur. Jean-Louis Aubert et le batteur Richard Kolinka (son copain de toujours) jouent seuls sur les morceaux Allez, La Question et Si Seulement. Jean-Louis Aubert a joué l'intégralité des instruments du morceau Toi que l'on n'Homme pas (morceau sur la religion et son seigneur[réf. souhaitée]). 
Atteignant la 11e place des ventes hebdomadaires en France, l'album est certifié double disque d'or, pour plus de 200 000 ventes.

## Les musiciens

### KO
- Richard Kolinka : batterie
- Daniel Roux : basse
- Feedback : percussion (sauf Solitude (batterie))
- Fred Montabord : orgue, clavier
- Marine Rosier : piano, synthé
- Jean-Louis Aubert : chant, guitare, divers

### Passagers
- Paul Personne : guitare sur Entends-moi
- Le Baron : guitare sur Entends-moi et Temps à nouveau
- Princess Erika : chœurs sur Avec les mots
- Mado : guitare espagnole sur Avec les mots
- Voix bulgares sur Le Bateau sous la terre

## Liste des titres
| 1.    | Le Bateau sous la terre                                       | Jean-Louis Aubert | KO, Voix Bulgares, Princess Erika    | 6:04 |
| 2.    | Entends-moi                                                   | Jean-Louis Aubert | KO, Le Baron, Paul Personne          | 4:21 |
| 3.    | Avec les mots                                                 | Jean-Louis Aubert | KO, Princess Erika, Mado             | 5:44 |
| 4.    | Toi que l'on n'Homme pas                                      | Jean-Louis Aubert | Jean-Louis Aubert                    | 5:04 |
| 5.    | Allez                                                         | Jean-Louis Aubert | Jean-Louis Aubert et Richard Kolinka | 4:38 |
| 6.    | Cascade                                                       | Jean-Louis Aubert | KO                                   | 3:51 |
| 7.    | Temps à nouveau (+ A l'eau)                                   | Jean-Louis Aubert | KO, Le Baron                         | 6:38 |
| 8.    | Moment                                                        | Jean-Louis Aubert | KO                                   | 4:37 |
| 9.    | La Question                                                   | Jean-Louis Aubert | Richard Kolinka et Jean-Louis Aubert | 4:03 |
| 10.   | Si seulement                                                  | Jean-Louis Aubert | Richard Kolinka et Jean-Louis Aubert | 4:03 |
| 11.   | La Bonne Étoile (H)                                           | Jean-Louis Aubert | KO                                   | 4:48 |
| 12.   | Solitude (+ piste cachée : Le Bateau sous la Terre (Reprise)) | Jean-Louis Aubert | KO                                   | 5:08 |
| 59:48 |                                                               |                   |                                      |      |